# Ergoterapie
Ergoterapie je léčebná metoda. Název ergoterapie pochází z řeckého ergon („práce“) a therapia („léčení“). Českým ekvivalentem ergoterapie je tedy léčba prací. Vychází z předpokladu, že člověk může zlepšit své zdraví a kvalitu života tím, že se aktivně zapojuje do zaměstnání, která pro něj mohou být významná a smysluplná. Aktivitu či zaměstnávání ergoterapie vnímá současně jako prostředek i cíl léčby. Jestliže tato aktivita pak podporuje tělesné i psychické funkce, napomáhá současně návratu funkčních schopností.
Ergoterapie je proto potřebným oborem v rámci civilizačního procesu, který vinou přílišných profesních specializací a nepřirozeného vlivu technologií na lidské tělo (ergonomie) má nevyvážený vliv na člověka.

## Definice ergoterapie
„Ergoterapie je profese, která prostřednictvím smysluplného zaměstnávání usiluje o zachování a využívání schopností jedince potřebných pro zvládání běžných denních, pracovních, zájmových a rekreačních činností u osob jakéhokoli věku s různým typem postižení (fyzickým, smyslovým, psychickým, mentálním nebo sociálním znevýhodněním). Podporuje maximálně možnou participaci jedince v běžném životě, přičemž respektuje plně jeho osobnost a možnosti.“
Ergoterapie je profese, která se zaměřuje na podporu zdraví a celkové pohody jedince prostřednictvím zaměstnávání. Primárním cílem ergoterapie je umožnit lidem účastnit se každodenních aktivit. Ergoterapeuti dosahují tohoto cíle tak, že se snaží pomoci lidem provádět činnosti, které zvyšují možnost jejich začlenění (participace), nebo přizpůsobují prostředí podporující participaci osoby.

## Číslo odbornosti v Česku
Dle vyhlášky číslo 134/1998 Sb., kterou se vydává seznam zdravotních výkonů s bodovými hodnotami, ve znění pozdějších předpisů (Vyhláška číslo 493/2005 Sb. ze dne 9. prosincem 2005), přísluší oboru ergoterapie odbornost 917.
Ergoterapie je tedy léčebná terapie, která je primárně určena osobám s postižením. Pomáhá těmto osobám prakticky využívat rozvinutých či znovunabytých funkcí k práci, zábavě a k sebeobsluze. Je zaměřená na rozvoj hrubé a jemné motoriky, koordinace, vnímání, senzomotoriky, citlivosti, vytrvalosti, výkonnosti mozkových funkcí a také na psychické, emocionální a sociální schopnosti. Ergoterapie se provádí v různých rehabilitačních, zdravotnických, terapeutických, sociálních, ale i školských zařízeních pod dohledem školených ergoterapeutů. Je součástí ucelené rehabilitace.
Jako terapeutický prostředek ergoterapie využívá specifické metody, techniky a poradenství či přizpůsobení prostředí pro nácvik konkrétních dovedností. Primárním cílem ergoterapie je dosažení maximální soběstačnosti, aktivní zapojení do života a zvýšení kvality života.

## Cíle ergoterapie
- podporovat zdraví a duševní pohodu klienta/pacienta prostřednictvím smysluplné aktivity/zaměstnávání
- pomáhat v rozvoji schopností, které se uplatňují při zvládání sebeobsluhy, pracovních činností a aktivit volného času
- umožnit klientovi/pacientovi naplnění její/jeho sociální role
- napomáhat k plnému začlenění klienta/pacienta do společnosti
- posilovat klienta/pacienta v udržení, obnovení či získání kompetencí potřebných pro plánování a realizaci jejích každodenních činností v interakci s prostředím (zvládání nároků jak sociálního, tak i fyzického prostředí)

## Prostředky ergoterapie
1. Diagnostické – odhalení handicapu nebo postižení a zjištění zbylého pracovního potenciálu
2. Terapeutické – spolu s klientem stanovit cíle ergoterapeutického plánu, které směřují k zlepšení či zachování soběstačnosti, prac. aktivit nebo aktivit volnočasových
3. Preventivní – přispět pomocí cíleného ergoterapeutického plánu a výběrem správných metod a technik k prevenci vzniku handicapu.

Aktivity používané při ergoterapii se vždy přizpůsobují individuálně podle zdravotního stavu a zájmů klienta. Mohou být primární (každodenní činnost a sebeobsluha), pracovní, herní a rekreační. Často se používá výtvarná činnost, práce s papírem, textilem, dřevem nebo keramikou.
Preventivní užití ergoterapie je známé např. z buddhistických nebo křesťanských klášterů, kde meditace byla vyrovnávána soustředěnou jednoduchou fyzickou prací, k níž patřila např. starost o zahradu, údržba domu nebo velmi propracovaný systém úklidu.
V moderní společnosti patří k harmonizujícím aktivitám sport, ale ten nemusí každého dostatečně motivovat jako smysluplná práce.